# ニコラス反応
ニコラス反応（ニコラスはんのう、Nicholas reaction）とは、有機合成化学 における人名反応のひとつ。反応の概略は下式の通りで、プロパルギルアルコールやプロパルギルエーテルなど α-位に脱離性の置換基 (-OR4) を持つアルキンを基質とする置換反応。
アルキンにジコバルトオクタカルボニル (Co2(CO)8) を作用させて得られる錯体に酸を加えてプロパルギルカチオンを発生させ、求核種 (Nuc) と再結合させる。コバルトを除去するためにヨウ素などの酸化剤で処理し、最終生成物を得る。1972年に Kenneth M. Nicholas らが最初に報告した。

## 反応機構
ジコバルトオクタカルボニルがプロパルギルエーテル 1 に付加して中間体のジコバルト錯体 2 を与える。そこへテトラフルオロホウ酸 (HBF4) やルイス酸 を作用させると、鍵中間体であるプロパルギルカチオン 3a, 3b が発生する。このカチオンはコバルトとの共役により安定化されている。求核種を結合させた 4 からコバルトを酸化的に除去すると置換生成物 5 が得られる。